# Eisschnelllauf-Weltcup 2004/05

Logo des Essent ISU Weltcup

Der Eisschnelllauf-Weltcup 2004/05 wurde für Frauen und Männer an neun Weltcupstationen in sechs Ländern ausgetragen. Die Saison begann am 13. November 2004 und endete am 20. Februar 2005. Hier wurden von Frauen Strecken von 100 bis 5.000 und der Männer von 100 bis 10.000 Meter gelaufen. An zwei Terminen fand ein Demonstrationsrennen im Teamlauf statt, bei dem drei Sportler zusammen laufen und finishen müssen.
Siehe auch: Liste der Gesamtweltcupsieger im Eisschnelllauf

## Wettbewerbe

### Frauen

#### Weltcup-Übersicht
| Datum                                                                                              | Ort                                           | Disziplin                         | Sieger                  | Zweiter                   | Dritter                       |
| -------------------------------------------------------------------------------------------------- | --------------------------------------------- | --------------------------------- | ----------------------- | ------------------------- | ----------------------------- |
| 13. Bis 14. Nov. 2004                                                                              | Hamar (Vikingskipet)                          | Demonstrations- rennen – Teamlauf | Kanada                  | Vereinigte Staaten        | Japan                         |
| 13. Bis 14. Nov. 2004                                                                              | Hamar (Vikingskipet)                          | 3.000 m (13. Nov.)                | Kristina Groves         | Clara Hughes              | Gretha Smit                   |
| 13. Bis 14. Nov. 2004                                                                              | Hamar (Vikingskipet)                          | 1.500 m (13. Nov.)                | Jennifer Rodriguez      | Cindy Klassen             | Chiara Simionato              |
| 20. Bis 21. Nov. 2004                                                                              | Berlin (Sportforum Hohenschönhausen)          | Demonstrations- rennen – Teamlauf | Kanada I                | Japan                     | Vereinigte Staaten            |
| 20. Bis 21. Nov. 2004                                                                              | Berlin (Sportforum Hohenschönhausen)          | 1.500 m (20. Nov.)                | Cindy Klassen           | Anni Friesinger           | Jennifer Rodriguez            |
| 20. Bis 21. Nov. 2004                                                                              | Berlin (Sportforum Hohenschönhausen)          | 3.000 m (20. Nov.)                | Clara Hughes            | Renate Groenewold         | Anni Friesinger               |
| 27. Bis 28. Nov. 2004                                                                              | Heerenveen (Thialf)                           | 5.000 m (27. Nov.)                | Renate Groenewold       | Clara Hughes              | Gretha Smit                   |
| 27. Bis 28. Nov. 2004                                                                              | Heerenveen (Thialf)                           | 1.500 m (27. Nov.)                | Cindy Klassen           | Jennifer Rodriguez        | Renate Groenewold             |
| 4. Bis 5. Dez. 2004                                                                                | Nagano (M-Wave)                               | 500 m (4. Dez.)                   | Wang Manli              | Tomomi Okazaki            | Shihomi Shin’ya Sayuri Yoshii |
| 4. Bis 5. Dez. 2004                                                                                | Nagano (M-Wave)                               | 1.000 m (4. Dez.)                 | Chiara Simionato        | Wang Manli                | Sayuri Yoshii                 |
| 4. Bis 5. Dez. 2004                                                                                | Nagano (M-Wave)                               | 500 m (5. Dez.)                   | Sayuri Ōsuga Wang Manli |                           | Tomomi Okazaki                |
| 4. Bis 5. Dez. 2004                                                                                | Nagano (M-Wave)                               | 1.000 m (5. Dez.)                 | Chiara Simionato        | Marianne Timmer           | Tomomi Okazaki                |
| 11. Bis 12. Dez. 2004                                                                              | Harbin (Heilongjiang Indoor Rink)             | 100 m (11.–12. Dez.)              | Sayuri Ōsuga            | Shihomi Shin’ya           | Xing Aihua                    |
| 11. Bis 12. Dez. 2004                                                                              | Harbin (Heilongjiang Indoor Rink)             | 500 m (11. Dez.)                  | Wang Manli              | Anzhelika Kotjuga         | Sayuri Ōsuga                  |
| 11. Bis 12. Dez. 2004                                                                              | Harbin (Heilongjiang Indoor Rink)             | 1.000 m (11. Dez.)                | Anzhelika Kotjuga       | Shannon Rempel            | Chiara Simionato              |
| 11. Bis 12. Dez. 2004                                                                              | Harbin (Heilongjiang Indoor Rink)             | 500 m (12. Dez.)                  | Wang Manli              | Anzhelika Kotjuga         | Monique Garbrecht-Enfeldt     |
| 11. Bis 12. Dez. 2004                                                                              | Harbin (Heilongjiang Indoor Rink)             | 1.000 m (12. Dez.)                | Chiara Simionato        | Monique Garbrecht-Enfeldt | Marianne Timmer               |
| Mehrkampfeuropameisterschaft in Heerenveen (Thialf), 7.–9. Januar 2005                             |                                               |                                   |                         |                           |                               |
| Einzelstreckenasienmeisterschaften in Ikaho (Machiyama Highland Skating Center), 8.–9. Januar 2005 |                                               |                                   |                         |                           |                               |
| 14. Bis 15. Jan. 2005                                                                              | Calgary (Olympic Oval)                        | 500 m (14. Jan.)                  | Wang Manli              | Anzhelika Kotjuga         | Tomomi Okazaki                |
| 14. Bis 15. Jan. 2005                                                                              | Calgary (Olympic Oval)                        | 1.000 m (14. Jan.)                | Chiara Simionato        | Shannon Rempel            | Anzhelika Kotjuga             |
| 14. Bis 15. Jan. 2005                                                                              | Calgary (Olympic Oval)                        | 500 m (15. Jan.)                  | Tomomi Okazaki          | Yukari Watanabe           | Anzhelika Kotjuga             |
| 14. Bis 15. Jan. 2005                                                                              | Calgary (Olympic Oval)                        | 1.000 m (15. Jan.)                | Chiara Simionato        | Anzhelika Kotjuga         | Marianne Timmer               |
| Sprintweltmeisterschaft in Salt Lake City (Utah Olympic Oval), 22.–23. Januar 2005                 |                                               |                                   |                         |                           |                               |
| 29. Bis 30. Jan. 2005                                                                              | Baselga di Pinè (Stadio del ghiaccio di Piné) | 1.500 m (29. Jan.)                | Anni Friesinger         | Daniela Anschütz          | Cindy Klassen                 |
| 29. Bis 30. Jan. 2005                                                                              | Baselga di Pinè (Stadio del ghiaccio di Piné) | 3.000 m (30. Jan.)                | Anni Friesinger         | Claudia Pechstein         | Daniela Anschütz              |
| Mehrkampfweltmeisterschaft in Moskau, 5.–6. Februar 2005                                           |                                               |                                   |                         |                           |                               |
| 12. Bis 13. Feb. 2005                                                                              | Erfurt (Gunda-Niemann- Stirnemann-Halle)      | 100 m (12.–13. Feb.)              | Sayuri Ōsuga            | Jenny Wolf                | Judith Hesse                  |
| 12. Bis 13. Feb. 2005                                                                              | Erfurt (Gunda-Niemann- Stirnemann-Halle)      | 500 m (12. Feb.)                  | Anzhelika Kotjuga       | Sayuri Yoshii             | Monique Garbrecht-Enfeldt     |
| 12. Bis 13. Feb. 2005                                                                              | Erfurt (Gunda-Niemann- Stirnemann-Halle)      | 1.000 m (12. Feb.)                | Jennifer Rodriguez      | Anzhelika Kotjuga         | Sabine Völker                 |
| 12. Bis 13. Feb. 2005                                                                              | Erfurt (Gunda-Niemann- Stirnemann-Halle)      | 500 m (13. Feb.)                  | Wang Manli              | Anzhelika Kotjuga         | Sayuri Yoshii                 |
| 12. Bis 13. Feb. 2005                                                                              | Erfurt (Gunda-Niemann- Stirnemann-Halle)      | 1.000 m (13. Feb.)                | Marianne Timmer         | Chiara Simionato          | Sabine Völker                 |
| 18. Bis 20. Feb. 2005                                                                              | Heerenveen (Thialf)                           | 100 m (18.–20. Feb.)              | Jenny Wolf              | Sayuri Ōsuga              | Xing Aihua                    |
| 18. Bis 20. Feb. 2005                                                                              | Heerenveen (Thialf)                           | 500 m (18. Feb.)                  | Wang Manli              | Marianne Timmer           | Sayuri Ōsuga                  |
| 18. Bis 20. Feb. 2005                                                                              | Heerenveen (Thialf)                           | 1.500 m (18. Feb.)                | Cindy Klassen           | Daniela Anschütz          | Chiara Simionato              |
| 18. Bis 20. Feb. 2005                                                                              | Heerenveen (Thialf)                           | 3.000 m (19. Feb.)                | Claudia Pechstein       | Cindy Klassen             | Daniela Anschütz              |
| 18. Bis 20. Feb. 2005                                                                              | Heerenveen (Thialf)                           | 1.000 m (19. Feb.)                | Jennifer Rodriguez      | Sabine Völker             | Chiara Simionato              |
| 18. Bis 20. Feb. 2005                                                                              | Heerenveen (Thialf)                           | 500 m (20. Feb.)                  | Anzhelika Kotjuga       | Sayuri Yoshii             | Wang Manli                    |
| 18. Bis 20. Feb. 2005                                                                              | Heerenveen (Thialf)                           | 5.000 m (20. Feb.)                | Claudia Pechstein       | Gretha Smit               | Renate Groenewold             |
| Einzelstreckenweltmeisterschaften in Inzell (Ludwig-Schwabl-Stadion), 3.–6. März 2005              |                                               |                                   |                         |                           |                               |

#### 100 Meter
(Endstand: Nach 3 Rennen)
| Rang | Name                  | Land                | Punkte |
| ---- | --------------------- | ------------------- | ------ |
| 1    | Sayuri Ōsuga          | Japan               | 280    |
| 2    | Jenny Wolf            | Deutschland         | 220    |
| 3    | Xing Aihua            | Volksrepublik China | 180    |
| 4    | Shihomi Shin’ya       | Japan               | 140    |
| 5    | Lee Sang-hwa          | Südkorea            | 120    |
| 6    | Swetlana Kaikan       | Russland            | 100    |
| 7    | Kimiko Nurui          | Japan               | 99     |
| 8    | Sarah Smith           | Kanada              | 88     |
| 9    | Judith Hesse          | Deutschland         | 70     |
| 10   | Swjatlana Radkewitsch | Belarus             | 58     |

#### 500 Meter
(Endstand: Nach 10 Rennen)
| Rang | Name                      | Land                | Punkte |
| ---- | ------------------------- | ------------------- | ------ |
| 1    | Wang Manli                | Volksrepublik China | 890    |
| 2    | Tomomi Okazaki            | Japan               | 655    |
| 3    | Anzhelika Kotjuga         | Belarus             | 614    |
| 4    | Sayuri Yoshii             | Japan               | 589    |
| 5    | Sayuri Ōsuga              | Japan               | 544    |
| 6    | Yukari Watanabe           | Japan               | 346    |
| 7    | Marianne Timmer           | Niederlande         | 340    |
| 8    | Monique Garbrecht-Enfeldt | Deutschland         | 339    |
| 9    | Shannon Rempel            | Kanada              | 319    |
| 10   | Jenny Wolf                | Deutschland         | 302    |
|      |                           |                     |        |
| 15   | Sabine Völker             | Deutschland         | 170    |
| 21   | Pamela Zoellner           | Deutschland         | 96     |

#### 1.000 Meter
(Endstand: Nach 9 Rennen)
| Rang | Name                      | Land                | Punkte |
| ---- | ------------------------- | ------------------- | ------ |
| 1    | Chiara Simionato          | Italien             | 770    |
| 2    | Marianne Timmer           | Niederlande         | 557    |
| 3    | Anzhelika Kotjuga         | Belarus             | 488    |
| 4    | Sayuri Yoshii             | Japan               | 385    |
| 5    | Shannon Rempel            | Kanada              | 383    |
| 6    | Monique Garbrecht-Enfeldt | Deutschland         | 382    |
| 7    | Tomomi Okazaki            | Japan               | 320    |
| 8    | Wang Manli                | Volksrepublik China | 310    |
| 9    | Sabine Völker             | Deutschland         | 305    |
| 10   | Jennifer Rodriguez        | Vereinigte Staaten  | 300    |
|      |                           |                     |        |
| 14   | Pamela Zoellner           | Deutschland         | 171    |
| 22   | Monique Angermüller       | Deutschland         | 69     |
| 25   | Anni Friesinger           | Deutschland         | 60     |

#### 1.500 Meter
(Endstand: Nach 5 Rennen)
| Rang | Name               | Land               | Punkte |
| ---- | ------------------ | ------------------ | ------ |
| 1    | Cindy Klassen      | Kanada             | 450    |
| 2    | Jennifer Rodriguez | Vereinigte Staaten | 310    |
| 3    | Anni Friesinger    | Deutschland        | 262    |
| 4    | Daniela Anschütz   | Deutschland        | 253    |
| 5    | Sabine Völker      | Deutschland        | 226    |
| 6    | Renate Groenewold  | Niederlande        | 217    |
| 7    | Chiara Simionato   | Italien            | 213    |
| 8    | Kristina Groves    | Kanada             | 192    |
| 9    | Barbara de Loor    | Niederlande        | 149    |
| 10   | Claudia Pechstein  | Deutschland        | 143    |

#### 3.000/5.000 Meter
(Endstand: Nach 6 Rennen)
| Rang | Name                         | Land               | Punkte |
| ---- | ---------------------------- | ------------------ | ------ |
| 1    | Claudia Pechstein            | Deutschland        | 430    |
| 2    | Renate Groenewold            | Niederlande        | 415    |
| 3    | Gretha Smit                  | Niederlande        | 338    |
| 4    | Daniela Anschütz             | Deutschland        | 328    |
| 5    | Anni Friesinger Clara Hughes | Deutschland Kanada | 260    |
| 7    | Cindy Klassen                | Kanada             | 242    |
| 8    | Kristina Groves              | Kanada             | 240    |
| 9    | Moniek Kleinsman             | Niederlande        | 220    |
| 10   | Nami Nemoto                  | Japan              | 193    |
|      |                              |                    |        |
| 15   | Katrin Kalex                 | Deutschland        | 86     |
| 24   | Lucille Opitz                | Deutschland        | 32     |
| 25   | Anna Rokita                  | Österreich         | 32     |

### Männer

#### Weltcup-Übersicht
| Datum                                                                                              | Ort                                           | Disziplin                         | Sieger                              | Zweiter                            | Dritter                             |
| -------------------------------------------------------------------------------------------------- | --------------------------------------------- | --------------------------------- | ----------------------------------- | ---------------------------------- | ----------------------------------- |
| 13. Bis 14. Nov. 2004                                                                              | Hamar (Vikingskipet)                          | Demonstrations- rennen – Teamlauf | Vereinigte Staaten                  | Italien                            | Polen                               |
| 13. Bis 14. Nov. 2004                                                                              | Hamar (Vikingskipet)                          | 1.500 m (13. Nov.)                | Mark Tuitert                        | Erben Wennemars                    | Beorn Nijenhuis                     |
| 13. Bis 14. Nov. 2004                                                                              | Hamar (Vikingskipet)                          | 5.000 m (13. Nov.)                | Gianni Romme                        | Øystein Grødum                     | Bob de Jong                         |
| 20. Bis 21. Nov. 2004                                                                              | Berlin (Sportforum Hohenschönhausen)          | Demonstrations- rennen – Teamlauf | Niederlande I                       | Deutschland I                      | Italien                             |
| 20. Bis 21. Nov. 2004                                                                              | Berlin (Sportforum Hohenschönhausen)          | 5.000 m (20. Nov.)                | Gianni Romme                        | Øystein Grødum                     | Carl Verheijen                      |
| 20. Bis 21. Nov. 2004                                                                              | Berlin (Sportforum Hohenschönhausen)          | 1.500 m (20. Nov.)                | Enrico Fabris                       | Mark Tuitert                       | Erben Wennemars                     |
| 27. Bis 28. Nov. 2004                                                                              | Heerenveen (Thialf)                           | 1.500 m (27. Nov.)                | Chad Hedrick                        | Simon Kuipers                      | Beorn Nijenhuis                     |
| 27. Bis 28. Nov. 2004                                                                              | Heerenveen (Thialf)                           | 10.000 m (27. Nov.)               | Gianni Romme                        | Øystein Grødum                     | Carl Verheijen                      |
| 4. Bis 5. Dez. 2004                                                                                | Nagano (M-Wave)                               | 500 m (4. Dez.)                   | Jeremy Wotherspoon Hiroyasu Shimizu |                                    | Keiichirō Nagashima                 |
| 4. Bis 5. Dez. 2004                                                                                | Nagano (M-Wave)                               | 1.000 m (4. Dez.)                 | Erben Wennemars                     | Yūsuke Imai                        | Casey Fitzrandolph                  |
| 4. Bis 5. Dez. 2004                                                                                | Nagano (M-Wave)                               | 500 m (5. Dez.)                   | Hiroyasu Shimizu                    | Jeremy Wotherspoon                 | Jōji Katō                           |
| 4. Bis 5. Dez. 2004                                                                                | Nagano (M-Wave)                               | 1.000 m (5. Dez.)                 | Lee Kyu-hyeok                       | Beorn Nijenhuis                    | Gerard van Velde                    |
| 11. Bis 12. Dez. 2004                                                                              | Harbin (Heilongjiang Indoor Rink)             | 100 m (11.–12. Dez.)              | Yuya Oikawa                         | Yu Fengtong                        | Jōji Katō                           |
| 11. Bis 12. Dez. 2004                                                                              | Harbin (Heilongjiang Indoor Rink)             | 500 m (11. Dez.)                  | Pekka Koskela                       | Jōji Katō                          | Jeremy Wotherspoon                  |
| 11. Bis 12. Dez. 2004                                                                              | Harbin (Heilongjiang Indoor Rink)             | 1.000 m (11. Dez.)                | Beorn Nijenhuis                     | Simon Kuipers                      | Masaaki Kobayashi                   |
| 11. Bis 12. Dez. 2004                                                                              | Harbin (Heilongjiang Indoor Rink)             | 500 m (12. Dez.)                  | Jeremy Wotherspoon                  | Kip Carpenter                      | Jōji Katō                           |
| 11. Bis 12. Dez. 2004                                                                              | Harbin (Heilongjiang Indoor Rink)             | 1.000 m (12. Dez.)                | Beorn Nijenhuis                     | Erben Wennemars                    | Gerard van Velde Jeremy Wotherspoon |
| Mehrkampfeuropameisterschaft in Heerenveen (Thialf), 7.–9. Januar 2005                             |                                               |                                   |                                     |                                    |                                     |
| Einzelstreckenasienmeisterschaften in Ikaho (Machiyama Highland Skating Center), 8.–9. Januar 2005 |                                               |                                   |                                     |                                    |                                     |
| 14. Bis 15. Jan. 2005                                                                              | Calgary (Olympic Oval)                        | 500 m (14. Jan.)                  | Erben Wennemars                     | Dmitri Lobkow                      | Gerard van Velde Tucker Fredricks   |
| 14. Bis 15. Jan. 2005                                                                              | Calgary (Olympic Oval)                        | 1.000 m (14. Jan.)                | Erben Wennemars                     | Casey Fitzrandolph                 | Jan Bos                             |
| 14. Bis 15. Jan. 2005                                                                              | Calgary (Olympic Oval)                        | 500 m (15. Jan.)                  | Joey Cheek                          | Yuya Oikawa                        | Jōji Katō                           |
| 14. Bis 15. Jan. 2005                                                                              | Calgary (Olympic Oval)                        | 1.000 m (15. Jan.)                | Erben Wennemars                     | Masaaki Kobayashi Gerard van Velde |                                     |
| Sprintweltmeisterschaft in Salt Lake City (Utah Olympic Oval), 22.–23. Januar 2005                 |                                               |                                   |                                     |                                    |                                     |
| 29. Bis 30. Jan. 2005                                                                              | Baselga di Pinè (Stadio del ghiaccio di Piné) | 5.000 m (29. Jan.)                | Øystein Grødum                      | Jochem Uytdehaage                  | Bob de Jong                         |
| 29. Bis 30. Jan. 2005                                                                              | Baselga di Pinè (Stadio del ghiaccio di Piné) | 1.500 m (30. Jan.)                | Beorn Nijenhuis                     | Even Wetten                        | Erben Wennemars                     |
| Mehrkampfweltmeisterschaft in Moskau, 5.–6. Februar 2005                                           |                                               |                                   |                                     |                                    |                                     |
| 12. Bis 13. Feb. 2005                                                                              | Erfurt (Gunda-Niemann- Stirnemann-Halle)      | 100 m (12.–13. Feb.)              | Yu Fengtong                         | Mark Nielsen                       | Yuya Oikawa                         |
| 12. Bis 13. Feb. 2005                                                                              | Erfurt (Gunda-Niemann- Stirnemann-Halle)      | 500 m (12. Feb.)                  | Jeremy Wotherspoon                  | Yuya Oikawa                        | Masaaki Kobayashi                   |
| 12. Bis 13. Feb. 2005                                                                              | Erfurt (Gunda-Niemann- Stirnemann-Halle)      | 1.000 m (12. Feb.)                | Erben Wennemars                     | Jan Bos                            | Beorn Nijenhuis                     |
| 12. Bis 13. Feb. 2005                                                                              | Erfurt (Gunda-Niemann- Stirnemann-Halle)      | 500 m (13. Feb.)                  | Dmitri Lobkow                       | Jōji Katō                          | Jeremy Wotherspoon                  |
| 12. Bis 13. Feb. 2005                                                                              | Erfurt (Gunda-Niemann- Stirnemann-Halle)      | 1.000 m (13. Feb.)                | Beorn Nijenhuis                     | Erben Wennemars                    | Gerard van Velde                    |
| 18. Bis 20. Feb. 2005                                                                              | Heerenveen (Thialf)                           | 100 m (18.–20. Feb.)              | Yu Fengtong                         | Mark Nielsen                       | Yuya Oikawa                         |
| 18. Bis 20. Feb. 2005                                                                              | Heerenveen (Thialf)                           | 500 m (18. Feb.)                  | Dmitri Lobkow                       | Jeremy Wotherspoon                 | Jōji Katō                           |
| 18. Bis 20. Feb. 2005                                                                              | Heerenveen (Thialf)                           | 5.000 m (18. Feb.)                | Bob de Jong                         | Øystein Grødum                     | Chad Hedrick                        |
| 18. Bis 20. Feb. 2005                                                                              | Heerenveen (Thialf)                           | 10.000 m (19. Feb.)               | Øystein Grødum Bob de Jong          |                                    | Carl Verheijen                      |
| 18. Bis 20. Feb. 2005                                                                              | Heerenveen (Thialf)                           | 1.000 m (19. Feb.)                | Jan Bos                             | Gerard van Velde                   | Erben Wennemars                     |
| 18. Bis 20. Feb. 2005                                                                              | Heerenveen (Thialf)                           | 500 m (20. Feb.)                  | Jeremy Wotherspoon                  | Jōji Katō                          | Dmitri Lobkow                       |
| 18. Bis 20. Feb. 2005                                                                              | Heerenveen (Thialf)                           | 1.500 m (20. Feb.)                | Mark Tuitert                        | Simon Kuipers                      | Erben Wennemars                     |
| Einzelstreckenweltmeisterschaften in Inzell (Ludwig-Schwabl-Stadion), 3.–6. März 2005              |                                               |                                   |                                     |                                    |                                     |

#### 100 Meter
(Endstand: Nach 3 Rennen)
| Rang | Name                | Land                | Punkte |
| ---- | ------------------- | ------------------- | ------ |
| 1    | Yu Fengtong         | Volksrepublik China | 280    |
| 2    | Yūya Oikawa         | Japan               | 240    |
| 3    | Mark Nielsen        | Kanada              | 192    |
| 4    | Jōji Katō           | Japan               | 180    |
| 5    | Tucker Fredricks    | Vereinigte Staaten  | 121    |
| 6    | Pekka Koskela       | Finnland            | 120    |
| 7    | Keiichirō Nagashima | Japan               | 99     |
| 8    | Jan Waterstradt     | Deutschland         | 92     |
| 9    | Jacques de Koning   | Niederlande         | 81     |
| 10   | Lee Kang-seok       | Südkorea            | 60     |
|      |                     |                     |        |
| 22   | Dino Gillarduzzi    | Deutschland         | 14     |
| 26   | Christian Zoller    | Österreich          | 8      |
| 28   | Thomas Falger       | Österreich          | 6      |

#### 500 Meter
(Endstand: Nach 10 Rennen)
| Rang | Name               | Land                | Punkte |
| ---- | ------------------ | ------------------- | ------ |
| 1    | Jeremy Wotherspoon | Kanada              | 788    |
| 2    | Jōji Katō          | Japan               | 608    |
| 3    | Dmitri Lobkow      | Russland            | 543    |
| 4    | Yūya Oikawa        | Japan               | 501    |
| 5    | Hiroyasu Shimizu   | Japan               | 462    |
| 6    | Joey Cheek         | Vereinigte Staaten  | 406    |
| 7    | Masaaki Kobayashi  | Japan               | 377    |
| 8    | Yu Fengtong        | Volksrepublik China | 359    |
| 9    | Erben Wennemars    | Niederlande         | 350    |
| 10   | Casey Fitzrandolph | Vereinigte Staaten  | 341    |

#### 1.000 Meter
(Endstand: Nach 9 Rennen)
| Rang | Name               | Land               | Punkte |
| ---- | ------------------ | ------------------ | ------ |
| 1    | Erben Wennemars    | Niederlande        | 708    |
| 2    | Beorn Nijenhuis    | Niederlande        | 625    |
| 3    | Gerard van Velde   | Niederlande        | 528    |
| 4    | Jeremy Wotherspoon | Kanada             | 426    |
| 5    | Jan Bos            | Niederlande        | 355    |
| 6    | Masaaki Kobayashi  | Japan              | 341    |
| 7    | Yūsuke Imai        | Japan              | 336    |
| 8    | Joey Cheek         | Vereinigte Staaten | 326    |
| 9    | Casey Fitzrandolph | Vereinigte Staaten | 322    |
| 10   | Nick Pearson       | Vereinigte Staaten | 289    |
|      |                    |                    |        |
| 28   | Dino Gillarduzzi   | Deutschland        | 34     |

#### 1.500 Meter
(Endstand: Nach 5 Rennen)
| Rang | Name             | Land               | Punkte |
| ---- | ---------------- | ------------------ | ------ |
| 1    | Mark Tuitert     | Niederlande        | 361    |
| 2    | Erben Wennemars  | Niederlande        | 322    |
| 3    | Beorn Nijenhuis  | Niederlande        | 300    |
| 4    | Chad Hedrick     | Vereinigte Staaten | 265    |
| 5    | Enrico Fabris    | Italien            | 264    |
| 6    | Simon Kuipers    | Niederlande        | 199    |
| 7    | Derek Parra      | Vereinigte Staaten | 171    |
| 8    | Jewgeni Lalenkow | Russland           | 160    |
| 9    | Petter Andersen  | Norwegen           | 156    |
| 10   | Rune Stordal     | Norwegen           | 139    |
|      |                  |                    |        |
| 14   | Jan Friesinger   | Deutschland        | 124    |
| 17   | Jörg Dallmann    | Deutschland        | 75     |
| 24   | Christian Breuer | Deutschland        | 37     |

#### 5.000/10.000 Meter
(Endstand: Nach 6 Rennen)
| Rang | Name              | Land               | Punkte |
| ---- | ----------------- | ------------------ | ------ |
| 1    | Øystein Grødum    | Norwegen           | 520    |
| 2    | Bob de Jong       | Niederlande        | 460    |
| 3    | Gianni Romme      | Niederlande        | 460    |
| 4    | Carl Verheijen    | Niederlande        | 375    |
| 5    | Eskil Ervik       | Norwegen           | 209    |
| 6    | KC Boutiette      | Vereinigte Staaten | 173    |
| 7    | Jochem Uytdehaage | Niederlande        | 166    |
| 8    | Enrico Fabris     | Italien            | 160    |
| 9    | Chad Hedrick      | Vereinigte Staaten | 155    |
| 10   | Bart Veldkamp     | Belgien            | 145    |
|      |                   |                    |        |
| 19   | René Taubenrauch  | Deutschland        | 85     |
| 21   | Marco Weber       | Deutschland        | 64     |

## Gesamt
- Platz: Gibt die Reihenfolge der Athleten wieder. Diese wird durch die Anzahl der Weltcupsiege bestimmt. Bei gleicher Anzahl werden die 2. Platzierungen verglichen, danach die 3. Platzierungen
- Name: Nennt den Namen des Athleten
- Land: Nennt das Land, für das der Athlet startete
- Siege: Nennt die Anzahl der Weltcupsiege
- 2. Plätze: Nennt die Anzahl der errungenen 2. Plätze
- 3. Plätze: Nennt die Anzahl der errungenen 3. Plätze
- Gesamt: Nennt die Anzahl aller gewonnenen Medaillen

### Top Ten
Die Top Ten zeigt die zehn erfolgreichsten Sportler/-innen des Eisschnelllauf-Weltcups 2004/05.
| Platz | Name               | Land                | Siege | 2. Plätze | 3. Plätze | Gesamt |
| ----- | ------------------ | ------------------- | ----- | --------- | --------- | ------ |
| 1.    | Wang Manli         | Volksrepublik China | 7     | 1         | 1         | 9      |
| 2.    | Erben Wennemars    | Niederlande         | 5     | 3         | 4         | 12     |
| 3.    | Chiara Simionato   | Italien             | 5     | 1         | 4         | 10     |
| 4.    | Jeremy Wotherspoon | Kanada              | 4     | 2         | 3         | 9      |
| 5.    | Beorn Nijenhuis    | Niederlande         | 4     | 1         | 3         | 8      |
| 6.    | Anzhelika Kotjuga  | Belarus             | 3     | 6         | 2         | 11     |
| 7.    | Cindy Klassen      | Kanada              | 3     | 2         | 1         | 6      |
| 8.    | Sayuri Ōsuga       | Japan               | 3     | 1         | 2         | 6      |
| 9.    | Jennifer Rodriguez | Vereinigte Staaten  | 3     | 1         | 1         | 5      |
| 10.   | Gianni Romme       | Niederlande         | 3     | 0         | 0         | 3      |

### Frauen
| Platz | Name                      | Land                | Siege | 2. Plätze | 3. Plätze | Gesamt |
| ----- | ------------------------- | ------------------- | ----- | --------- | --------- | ------ |
| 1.    | Wang Manli                | Volksrepublik China | 7     | 1         | 1         | 9      |
| 2.    | Chiara Simionato          | Italien             | 5     | 1         | 4         | 10     |
| 3.    | Anzhelika Kotjuga         | Belarus             | 3     | 6         | 2         | 11     |
| 4.    | Cindy Klassen             | Kanada              | 3     | 2         | 1         | 6      |
| 5.    | Sayuri Ōsuga              | Japan               | 3     | 1         | 2         | 6      |
| 6.    | Jennifer Rodriguez        | Vereinigte Staaten  | 3     | 1         | 1         | 5      |
| 7.    | Anni Friesinger           | Deutschland         | 2     | 1         | 1         | 4      |
| 8.    | Claudia Pechstein         | Deutschland         | 2     | 1         | 0         | 3      |
| 9.    | Marianne Timmer           | Niederlande         | 1     | 2         | 2         | 5      |
| 10.   | Clara Hughes              | Kanada              | 1     | 2         | 0         | 3      |
| 11.   | Tomomi Okazaki            | Japan               | 1     | 1         | 3         | 5      |
| 12.   | Renate Groenewold         | Niederlande         | 1     | 1         | 2         | 4      |
| 13.   | Jenny Wolf                | Deutschland         | 1     | 1         | 0         | 2      |
| 14.   | Kristina Groves           | Kanada              | 1     | 0         | 0         | 1      |
| 15.   | Sayuri Yoshii             | Japan               | 0     | 2         | 3         | 5      |
| 16.   | Daniela Anschütz          | Deutschland         | 0     | 2         | 2         | 4      |
| 17.   | Shannon Rempel            | Kanada              | 0     | 2         | 0         | 2      |
| 18.   | Gretha Smit               | Niederlande         | 0     | 1         | 2         | 3      |
| 18.   | Monique Garbrecht-Enfeldt | Deutschland         | 0     | 1         | 2         | 3      |
| 18.   | Sabine Völker             | Deutschland         | 0     | 1         | 2         | 3      |
| 21.   | Shihomi Shinya            | Japan               | 0     | 1         | 1         | 2      |
| 22.   | Yukari Watanabe           | Japan               | 0     | 1         | 0         | 1      |
| 23.   | Xing Aihua                | Volksrepublik China | 0     | 0         | 2         | 2      |
| 24.   | Judith Hesse              | Deutschland         | 0     | 0         | 1         | 1      |

### Männer
| Platz | Name                | Land                | Siege | 2. Plätze | 3. Plätze | Gesamt |
| ----- | ------------------- | ------------------- | ----- | --------- | --------- | ------ |
| 1.    | Erben Wennemars     | Niederlande         | 5     | 3         | 4         | 12     |
| 2.    | Jeremy Wotherspoon  | Kanada              | 4     | 2         | 3         | 9      |
| 3.    | Beorn Nijenhuis     | Niederlande         | 4     | 1         | 3         | 8      |
| 4.    | Gianni Romme        | Niederlande         | 3     | 0         | 0         | 3      |
| 5.    | Øystein Grødum      | Norwegen            | 2     | 4         | 0         | 6      |
| 6.    | Dmitri Lobkow       | Russland            | 2     | 1         | 1         | 4      |
| 7.    | Mark Tuitert        | Niederlande         | 2     | 1         | 0         | 3      |
| 7.    | Yu Fengtong         | Volksrepublik China | 2     | 1         | 0         | 3      |
| 9.    | Bob de Jong         | Niederlande         | 2     | 0         | 2         | 4      |
| 10.   | Hiroyasu Shimizu    | Japan               | 2     | 0         | 0         | 2      |
| 11.   | Yūya Oikawa         | Japan               | 1     | 2         | 2         | 5      |
| 12.   | Jan Bos             | Niederlande         | 1     | 1         | 1         | 3      |
| 13.   | Chad Hedrick        | Vereinigte Staaten  | 1     | 0         | 1         | 2      |
| 14.   | Enrico Fabris       | Italien             | 1     | 0         | 0         | 1      |
| 14.   | Joey Cheek          | Vereinigte Staaten  | 1     | 0         | 0         | 1      |
| 14.   | Lee Kyu-hyeok       | Südkorea            | 1     | 0         | 0         | 1      |
| 14.   | Pekka Koskela       | Finnland            | 1     | 0         | 0         | 1      |
| 18.   | Jōji Katō           | Japan               | 0     | 3         | 5         | 8      |
| 19.   | Simon Kuipers       | Niederlande         | 0     | 3         | 0         | 3      |
| 20.   | Gerard van Velde    | Niederlande         | 0     | 2         | 4         | 6      |
| 21.   | Mark Nielsen        | Kanada              | 0     | 2         | 0         | 2      |
| 22.   | Masaaki Kobayashi   | Japan               | 0     | 1         | 2         | 3      |
| 23.   | Casey Fitzrandolph  | Vereinigte Staaten  | 0     | 1         | 1         | 2      |
| 24.   | Even Wetten         | Norwegen            | 0     | 1         | 0         | 1      |
| 24.   | Jochem Uytdehaage   | Niederlande         | 0     | 1         | 0         | 1      |
| 24.   | Kip Carpenter       | Vereinigte Staaten  | 0     | 1         | 0         | 1      |
| 24.   | Yūsuke Imai         | Japan               | 0     | 1         | 0         | 1      |
| 28.   | Carl Verheijen      | Niederlande         | 0     | 0         | 3         | 3      |
| 29.   | Keiichirō Nagashima | Japan               | 0     | 0         | 1         | 1      |
| 29.   | Tucker Fredricks    | Vereinigte Staaten  | 0     | 0         | 1         | 1      |

### Nationenwertung
Die Nationenwertung zeigt die erfolgreichsten Nationen (Sportler/-innen) des Eisschnelllauf-Weltcups 2004/05.
| Platz | Land                | Siege | 2. Plätze | 3. Plätze | Gesamt |
| ----- | ------------------- | ----- | --------- | --------- | ------ |
| 1.    | Niederlande         | 19    | 16        | 23        | 58     |
| 2.    | Kanada              | 9     | 10        | 4         | 23     |
| 3.    | Volksrepublik China | 9     | 2         | 3         | 14     |
| 4.    | Japan               | 7     | 13        | 19        | 39     |
| 5.    | Italien             | 6     | 1         | 4         | 11     |
| 6.    | Deutschland         | 5     | 7         | 8         | 20     |
| 7.    | Vereinigte Staaten  | 5     | 3         | 4         | 12     |
| 8.    | Belarus             | 3     | 6         | 2         | 11     |
| 9.    | Norwegen            | 2     | 5         | 0         | 7      |
| 10.   | Russland            | 2     | 1         | 1         | 4      |
| 11.   | Finnland            | 1     | 0         | 0         | 1      |
| 11.   | Südkorea            | 1     | 0         | 0         | 1      |